# Uitdrukking (wiskunde)
In de wiskunde, waaronder de wiskundige logica, en de informatica is een uitdrukking of expressie een taalfragment dat een waarde representeert. Een uitdrukking geeft een welgevormde combinatie of logische samenstelling van wiskundige symbolen weer. Zo is bijvoorbeeld
{\displaystyle 2x+4=0}
een uitdrukking, terwijl
{\displaystyle {\frac {)x)}{5+}}}
dit niet is, aangezien de haakjes links en rechts niet kloppen en er niets na het plusteken staat. De eerste uitdrukking heet welgevormd, de tweede uitdrukking is niet welgevormd.
Niet ieder grammaticaal welgevormd taalfragment is een expressie. Gegeven de functie
{\displaystyle f:\mathbb {N} \to \mathbb {N} :x\mapsto x+7}
is het fragment
{\displaystyle f(-3)}
grammaticaal welgevormd, maar desondanks geen uitdrukking, aangezien de functie {\displaystyle f} niet gedefinieerd is voor het getal –3 en {\displaystyle f(-3)} daardoor betekenisloos is.
Als er variabelen in het fragment voorkomen, is het fragment een uitdrukking indien de weergegeven waarde te berekenen is. In een context van reële getallen is {\displaystyle a+b} een uitdrukking, omdat {\displaystyle a} en {\displaystyle b} betekenisvol door reële getallen vervangen kunnen worden. Een uitdrukking is een syntactisch concept, de betekenis van variabelen is relevant, maar verschillende deelgebieden van de wiskunde hebben verschillende noties van wat wel en niet is toegestaan. Daar gaat de formeletalentheorie over.

## Voorbeelden
- Complex:

{\displaystyle (i+1)^{21}}
- Exponentieel:

{\displaystyle {\big (}{\tfrac {2}{3}}{\big )}^{x+4}}
- Goniometrisch:

{\displaystyle {\frac {\sin 2\alpha }{\cot 3\alpha }}+\cos ^{2}\alpha }
- Logisch:

{\displaystyle (A\land \neg B)\ \lor \ (C\to D)}
- Polynomen:

{\displaystyle 4x^{5}-{\frac {6x^{4}}{11}}-x^{3}{\sqrt {2}}+x^{2}+{\frac {x}{7}}-{\frac {13}{6}}}
- Rationaal:

{\displaystyle {\frac {x^{2}+5x-3}{x-2}}}
- Rekenkundig:

{\displaystyle 4+3}
Gelijkstelling van twee uitdrukkingen, zoals
{\displaystyle y={\frac {x}{2}}+13}
kan als vergelijking zijn bedoeld die moet worden opgelost, eventueel samen met andere in een stelsel van vergelijkingen, of als formule om een wetmatigheid of definitie mee te geven. Functies zijn daar een voorbeeld van.

## Manipuleren van uitdrukkingen
Net zoals uitdrukkingen worden gevormd volgens zekere regels (regels die in de diverse deelgebieden van de wiskunde kunnen verschillen), kan men vaak, volgens vastgestelde regels, een nieuwe vorm aan een uitdrukking geven, soms zijn deze regels zeer algemeen, soms specifiek en alleen toepasbaar in een specifiek deelgebied van de wiskunde.
Voorbeeld:
de  uitdrukking
{\displaystyle x^{2}+3x-4}
is gelijk aan
{\displaystyle (x+4)(x-1)}.

## Variabelen
Veel verschillende uitdrukkingen bevatten letters. Deze letters worden variabelen genoemd. Variabelen kunnen worden onderverdeeld in twee hoofdgroepen. Men onderscheidt de vrije variabele en de gebonden variabele.
Voor sommige combinaties van waarden voor de vrije variabelen kan een uitdrukking worden geëvalueerd. Voor andere combinaties van waarden kan de uitdrukking ongedefinieerd zijn. De uitdrukking is op deze manier een uitdrukking van een functie.
De uitdrukking
{\displaystyle {\frac {x}{y}}}
bijvoorbeeld, zal geëvalueerd voor {\displaystyle x=10,\ y=5,} als resultaat 2 geven, maar ze is ongedefinieerd voor {\displaystyle x=7,\ y=0.}
De evaluatie van een uitdrukking hangt af van de definitie van de wiskundige operatoren op het waardesysteem dat in de definitie van deze operator ligt besloten.
Van twee uitdrukkingen zegt men deze equivalent (gelijkwaardig) zijn als zij voor elke combinatie van waarden van de vrije variabelen hetzelfde resultaat geven, waardoor zij in feite dezelfde functie representeren.
De volgende twee uitdrukkingen zijn equivalent:
{\displaystyle \sum _{n=1}^{3}2nx\quad } en {\displaystyle \quad 12x}
Voor elke reële waarde van {\displaystyle x} geven ze hetzelfde resultaat. Voor bijvoorbeeld {\displaystyle x=3} is de waarde van beide uitdrukkingen 36.

## Informatica
Uitdrukkingen en hun evaluatie zijn in de jaren dertig van de twintigste eeuw door Alonzo Church en Stephen Kleene geformaliseerd in hun lambdacalculus. Deze lambdacalculus is de laatste tachtig jaar van grote invloed geweest op de ontwikkeling van de moderne wiskunde en computertalen. Zo hebben uitdrukkingen in een programmeertaal ook hun voorgeschreven syntax. Een van de interessantste resultaten is de ontdekking dat de equivalentie van twee uitdrukkingen in de lambdacalculus in sommige gevallen onbeslisbaar is. Dit geldt voor enige uitdrukking in enig systeem dat een kracht heeft die vergelijkbaar is met de lambdacalculus.